# Étienne Mourrut
Étienne Mourrut (Le Grau-du-Roi, 4 de diciembre de 1939 − 19 de octubre de 2014) fue un político conservador francés, diputado de Gard entre 2002 y 2012, y alcalde de Le Grau-du-Roi entre 1989 y 2014. 